# مؤتمر تونس 2020
مؤتمر تونس 2020 أو المؤتمر الدولي للاستثمار، أو بالإسم الكامل تونس 2020 ، على درب الإدماج والاستدامة والنجاعة (بالإنجليزية: TUNISIA 2020 , Road to Inclusion, Sustainability and Efficiency)‏ 
 هو مؤتمر دولي ذو بعد اقتصادي واستثماري تم تنظيمه في 29 و30 نوفمبر 2016 في تونس العاصمة بالجمهورية التونسية.

شارك في هذا المؤتمر 70 دولة و1000 مشارك من بينهم عشرات الشركات والمؤسسات الاقتصادية الوطنية والدولية.

تبلغ الكلفة الإجمالية لل146 مشروعا المعروضة (عامة وخاصة ومشتركة) على المشاركين 47 مليار يورو أي 50 مليار دولار أمريكي.

يعتبر هذا المؤتمر الثاني بعد الثورة التونسية في 2011 لدعم الاقتصاد التونسي، والأول كان مؤتمر الاستثمار في تونس: الديمقراطية الناشئة في 2014.

## السياق
شهدت تونس بين 17 ديسمبر 2010 و14 يناير 2011 اندلاع الثورة التونسية والتي أطاحت بالنظام القائم في البلاد، منذ هذا التاريخ شهدت تونس صعوبات كبيرة في اقتصادها حتى قدوم انتخابات المجلس الوطني التأسيسي أين وضعت حكومة حمادي الجبالي برنامجها وشهدت البلاد نموا اقتصاديا ب3.6% بعدما انخفض بعد الثورة إلى 1.2-% تحت الصفر، وبعد ذلك بقي المشهد الاقتصادي في تذبذب بين نمو وانخفاض في فترة الانتقال الديمقراطي. يهدف هذا المؤتمر إلى دعوة عدة أطراف دولية للاستثمار في تونس، أين قدمت الحكومة عدة مشاريع لمناقشتها.

## التحضيرات
خصص للمؤتمر مبلغ 4.5 مليون دينار تونسي، تتضمن تنظيم حملات ترويجية في أوروبا وأمريكا الشمالية والشرق الأوسط، وهي عبارة عن لقاءات (Road shows) نظمت في في شهري سبتمبر وأكتوبر في نيويورك وباريس ولندن وفرانكفورت وميلانو والشرق الأوسط حول عدة محاور وندوات تخص الاقتصاد التونسي وأهداف المؤتمر.

## الأهداف والبرنامج
يهدف المؤتمر إلى تقديم مخطط التنمية الخماسي 2016-2020 والأهداف المرسومة، التوجهات التي تم عليها الاختيار والتوازنات الكبرى وحاجيات التمويل للمجموعة الدولية، كما سيتم عرض برنامج اصلاحات الحكومة التونسية للتسريع بتأهيل الإدارة والمؤسسات العمومية الكبرى وتطوير الاستقطاب التونسي للمستثمرين الخواص. هذا إلى جانب توفير التمويلات الضرورية لتنمية المشاريع الكبرى الخاصة بالبنية التحتية وخاصة عبر الشراكة بين القطاع العام والقطاع الخاص، ومساعدة المستثمرين الخواص على تحديد القطاعات والشعب ذات القدرات الهائلة في كل منطقة من مناطق الجمهورية.

ويهدف المخطط الخماسي 2016-2020 إلى بلوغ نسق تنمية في حدود 4% بداية من سنة 2020، وهو عبارة عن مشروع مجتمعي نموذجي تشارك فيه كل مكونات المجتمع المدني والدولة وهو يحدد رؤية جديدة للتنمية الاقتصادية والاجتماعية، ويرتكز حول 5 محاور كبرى:
- الحوكمة الرشيدة والإصلاح الإداري ومكافحة الفساد.
- الانتقال من اقتصاد ضعيف المردودية إلى قطب اقتصادي.
- التطور البشري والتضمين الاجتماعي.
- تحقيق طموحات الجهات.
- الاقتصاد الأخضر، عمود التنمية الشاملة.

يهدف المؤتمر إلى بلوغ نسبة نمو ب4% بحلول سنة 2020 وما بعدها، وإلى خفض نسبة البطالة من 15.5% في 2016 إلى 12%، واحداث 400 ألف فرصة عمل بحلول 2020.

## المشاركون

### الدول
شاركت وفود رسمية من 70 دولة في المؤتمر وهم:
| الدولة           | الوفد الرسمي |
| ---------------- | --- |
| تونس             | الباجي قائد السبسي (رئيس الجمهورية التونسية)، يوسف الشاهد (رئيس الحكومة التونسية)، أعضاء حكومته، رجال أعمال واقتصاديين.                                                                                                   |
| فرنسا            | مانويل فالس (رئيس الوزراء الفرنسي)، كلود بارتولون (رئيس الجمعية الوطنية الفرنسية)، أودري أزولاي (وزيرة الثقافة)، ماتياس فاكل (كاتب الدولة المكلف بالتجارة الخارجية وترويج السياحة والفرنسيين بالخارج).                    |
| قطر              | تميم بن حمد بن خليفة آل ثاني (أمير قطر)، محمد بن عبد الرحمن آل ثاني (وزير الخارجية)، علي شريف العمادي (وزير المالية). |
| الجزائر          | عبد المالك سلال (رئيس حكومة الجزائر)، عبد القادر مساهل (وزير الشؤون المغاربية والاتحاد الإفريقي وجامعة الدول العربية)، عبد السلام بوشوارب (وزير الصناعة والمناجم).                                                        |
| تركيا            | نور الدين جانيكلي (نائب رئيس وزراء تركيا)، مولود تشاويش أوغلو (وزير الخارجية)، فاتح متين (مساعد وزير الإقتصاد). |
| الاتحاد الأوروبي | يوهانس هان (المفوض الأوروبي لشؤون التوسيع وسياسة الجوار الأوروبي). |
| ألمانيا          | كريستيان فولف (رئيس ألمانيا السابق)، غونتر نوكه (الممثل الشخصي ومستشار الشؤون الأفريقية للمستشارة الألمانية أنغيلا ميركل)، يواكيم روكر (الممثل الخاص للحكومة الاتحادية المكلف بالشراكة من أجل الاستقرار في الشرق الأوسط). |
| كندا             | ماري كلود بيبو (وزيرة التنمية الدولية والفرانكوفونية)، جوفروا مونبوتي (رئيس المكتب المكلف بالشؤون الدولية)، سيباستيان كاريار (مكلف بإدارة العلاقات مع المغرب العربي).                                                     |
| الولايات المتحدة | آرون كومار (المدير العام لخدمة التجارة الخارجية في وزارة التجارة الأمريكية والأمين المساعد للأسواق العالمية). |
| ماليزيا          | مهاتير محمد (رئيس وزراء ماليزيا الأسبق). |
| الكويت           | أنس خالد الصالح (نائب رئيس الوزراء، وزير المالية والنفط). |
| الأردن           | جواد العناني (نائب رئيس الوزراء للشؤون الإقتصادية ووزير الدولة لشؤون الإستثمار). |
| العراق           | نصير العاني (رئيس ديوان رئيس الجمهورية العراقية). |
| بلجيكا           | كريس بيترز (نائب رئيس الوزراء، الوزير الاتحادي للتشغيل والاقتصاد والمستهلكين، مكلف بالتجارة الخارجية). |
| سويسرا           | صموئيل شميد (رئيس الاتحاد السويسري الأسبق) |

كل من أنطونيو غوتيريس (الأمين العام المكلف للأمم المتحدة) وكريستين لاغارد (مديرة صندوق النقد الدولي) تكلموا عبر الفيديو المباشر.

### المؤسسات والمنظمات
المؤسسات والمنظمات المشاركة هي:
| - البنك الإفريقي للتنمية - الوكالة الفرنسية للتنمية - جهاز قطر للاستثمار - الصندوق السعودي للتنمية - جهاز أبوظبي للاستثمار - وكالة ألمانيا للتعاون الدولي - وكالة اليابان للتعاون الدولي - وكالة كوريا للتعاون الدولي - وكالة تركيا للتعاون الدولي - بنك الاستثمار الأوروبي - البنك الأوروبي لإعادة البناء والتنمية - بنك الصين للتصدير والاستيراد - مؤسسة الائتمان لإعادة الإعمار - صندوق النقد الدولي | - الصندوق العربي للإنماء الاقتصادي والاجتماعي - صندوق النقد العربي - الصندوق الكويتي للتنمية الاقتصادية العربية - صندوق أبوظبي للتنمية - البنك الإسلامي للتنمية - البنك الدولي - الأمم المتحدة - منظمة التعاون الاقتصادي والتنمية - الاتحاد الأفريقي - اتحاد المغرب العربي - الاتحاد الأوروبي - الاتحاد من أجل المتوسط - الوكالة الأمريكية للتنمية الدولية |

### الشركات المستدعاة
الشركات والمؤسسات المستدعاة هي:
| - مؤسسة برتلسمان - مؤسسة بيل ومليندا غيتس - مجموعة بي جي - هايرز هولدينغ - مجموعة أبراج - بنك الصين للتنمية - إيرباص - بنك كوريا للتصدير والاستيراد - مؤسسة فورد - جنرال إلكتريك - جوجل - هيلتون العالمية - شركة المملكة القابضة - بنك اليابان للتعاون الدولي - منظمة التجارة الخارجية اليابانية | - ماريوت الدولية - مايكروسوفت - حركة شركات فرنسا - مؤسسة محمد بن راشد آل مكتوم - مؤسسة نوفارتيس للتنمية المستدامة - مؤسسة الاستثمار الخاص لما وراء البحار - مؤسسة روبرت بوش - سيبكو 3 - مؤسسة روكفيلر - مؤسسة سيمنز - توتال - مدينة تونس الإقتصادية - مؤسسة ويليام وفلورا هيولت - صندوق الصين وأفريقيا للتنمية - شركة الصين لهندسة الميناء |

## المشاريع المقدمة
قدمت تونس 146 مشروعا للدول والمؤسسات والمنظمات المشاركة في المؤتمر، منها 68 مشروعا عموميا و45 مشروعا خاصا و33 مشروعا بين القطاعين الخاص والعام. 

مجموع ال146 مشروع يناهز 47 مليار يورو أي 50 مليار دولار أمريكي.

## النتائج
قدمت عدة دول ومؤسسات العديد من الالتزامات والقروض والهبات وهي:
- قطر: قدمت مساعدة مالية لتونس قيمتها 1.250 مليار دولار أمريكي.[5]
- فرنسا: الوكالة الفرنسية للتنمية ستنفق سنويا 250 مليون يورو في شكل استثمارات لمدة 4 سنوات وتتمثل أساسا في تحويل للديون التونسية لاستثمارات.[6]
- كندا: تقديم 24 مليون دولار في شكل استثمارات.[7]
- الكويت: تقديم قرض بقيمة 500 مليون دولار.[8]
- الصندوق العربي للإنماء الاقتصادي والاجتماعي: 1.5 مليار دولار في شكل استثمارات.[9]
- بنك الاستثمار الأوروبي: مساعدة مالية ب2.5 مليار يورو حتى موفى سنة 2020.[10]
- السعودية: 500 مليون دولار لتمويل عدة مشاريع و100 مليون دولار في شكل هبة مالية.[11]
- الاتحاد الأوروبي: 407 مليون دولار و5 مشاريع بقيمة 248 مليون يورو من قبل بنك الاستثمار الأوروبي والبنك الأوروبي لإعادة البناء والتنمية والوكالة الفرنسية للتنمية ومعهد الإئتمان لإعادة الإعمار.[12][13]
- البنك الدولي: مساعدة مالية ب4 مليار دولار لمدة 4 سنوات.[13]
- ألمانيا: 1.3 مليار دولار لمدة 4 سنوات.[13]
- البنك الأوروبي لإعادة البناء والتنمية: 650 مليون يورو لمدة 5 سنوات.[13]
- تركيا: 500 مليون دولار كمساعدة مالية.[13]
- البنك الأفريقي للتنمية: 2 مليار دولار حتى 2020.[14]

## مقالات ذات صلة
- مؤتمر الاستثمار في تونس: الديمقراطية الناشئة
- اقتصاد تونس
- الثورة التونسية
- الانتقال الديمقراطي في تونس

## روابط خارجية
- الموقع الرسمي للمؤتمر.
- الموقع الرسمي لوكالة النهوض بالاستثمار الخارجي التونسية.